# Harold Leventhal
Harold Leventhal (24 de maio de 1919 – 4 de outubro de 2005) foi um empresário musical norte-americano. Ele morreu em 2005 com 86 anos de idade. Ele gerenciou The Weavers, Woody Guthrie, Peter, Paul and Mary e Joan Baez.